# Pierre Génébrias de Gouttepagnon

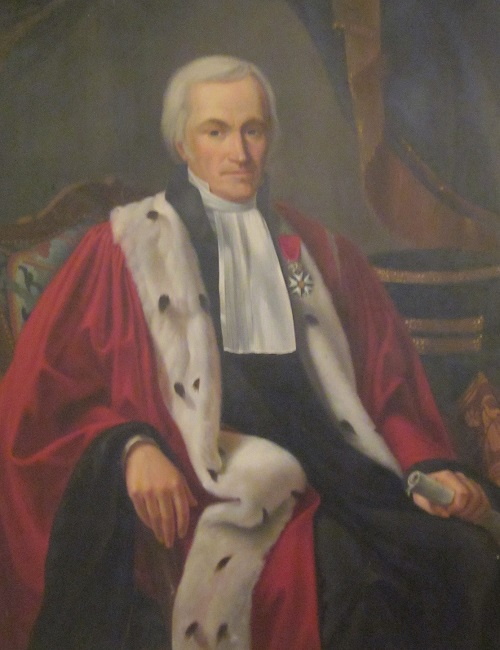
Collection particulière

Pierre Génébrias de Gouttepagnon (25 février 1763, Bellac - 20 novembre 1834, Bellac), est un homme politique français.

## Biographie
Deuxième enfant d’une fratrie de 17 enfants, il est fils de Jean-Baptiste Génébrias, sieur de Gouttepagnon, conseiller du roi et son procureur en la Maîtrise des Eaux et Forêts de la Basse-Marche à Bellac, et de Jeanne Génébrias, demoiselle de Lavergne. 
Licencié en droit le 27 août 1787, il prêta son serment d’avocat en parlement le 10 avril 1788 et  s’installa à Bellac comme avocat en la sénéchaussée et siège royal de la Basse-Marche. 
Il fut nommé membre du Directoire du département de la Hte-Vienne, à Limoges, en août 1790, s’y fit remarquer par sa modération, ce qui le rendit odieux aux Jacobins, qui réclamèrent sa démission le 18 août 1792 et l’obligèrent à fuir le lendemain à Bellac où il fut nommé procureur de la commune en novembre 1792. Enrôlé comme quartier-maître dans le corps de 40 cavaliers levés à Bellac le 8 mai 1793 pour combattre les insurgés vendéens, il y resta jusqu’au 16 juin et, de retour à Bellac, il fut destitué de ses fonctions de procureur de la commune en novembre 1793 et fut mis quasiment en état d’arrestation dans sa famille jusqu’au le 18 janvier 1794. Nommé à nouveau au Directoire du département en avril-mai 1795, il donna immédiatement sa démission et fut alors nommé juge de paix du canton de Bellac. Révoqué pour s’être prononcé contre la Constitution de l’an III (1795), il se consacra alors à sa famille. 
Membre du collège électoral de l’arrondissement de Bellac en 1803, à nouveau nommé juge de paix du canton de Bellac le 20 thermidor an XII (8 août 1804), il fut élu membre du Conseil général de la Hte-Vienne le 8 germinal an XII (29 mars 1805), dont il fut révoqué en 1831. Il fut nommé juge suppléant au Tribunal de Bellac le 29 brumaire an XII (21 novembre 1803) puis juge le 9 juillet 1811.
Délégué, avec d’autres, par la ville de Bellac pour porter les hommages de la ville à Louis XVIII, il se rendit à Paris où il arriva le 4 août 1814 et fut reçu par le roi le 14 suivant. Président du Tribunal civil de 1ère instance de Bellac le 9 mars 1820, il fut nommé le 12 octobre président du collège électoral des arrondissements de Bellac, Rochechouart et Saint-Yrieix. Il fut élu député du 1er arrondissement de la Hte-V. le 8 mars 1821, et le resta jusqu’au 24 décembre 1823, membre de la majorité ministérielle, ayant toujours soutenu le gouvernement à la Chambre. 
Chevalier de la Légion d’honneur le 30 avril 1821, président du collège électoral de Saint-Junien en septembre 1823, pour les élections de 1824, il fut nommé président de chambre à la Cour royale de Limoges le 14 juin 1826. Président du collège électoral de Saint-Junien en septembre 1827, pour les élections de 1828, il prêta serment de fidélité à Louis-Philippe le 7 août 1830, et resta président de chambre à la Cour royale jusqu’à son décès. 
Il est aussi l’auteur d’un « journal domestique », intéressantes mémoires inédites rédigées jusqu’à sa mort survenue à Gouttepagnon le 20 novembre 1834.